# Massacre de Lari
 (juin 2023).
Si vous disposez d'ouvrages ou d'articles de référence ou si vous connaissez des sites web de qualité traitant du thème abordé ici, merci de compléter l'article en donnant les références utiles à sa vérifiabilité et en les liant à la section « Notes et références ».
Le massacre de Lari est un incident survenu le 26 mars 1953 pendant la révolte des Mau Mau au cours duquel les Mau Mau ont massacré les troupes de la Home Guard loyaliste et leurs familles, y compris l'éminent loyaliste Luka.

## Conséquences
Le gouvernement colonial a utilisé l'attaque comme propagande et a montré le massacre aux journalistes. Le massacre a provoqué des attaques de représailles. 400 Mau Mau ont été tués par les troupes coloniales, y compris les King's African Rifles, pour se venger.